# Frederik van Frytom

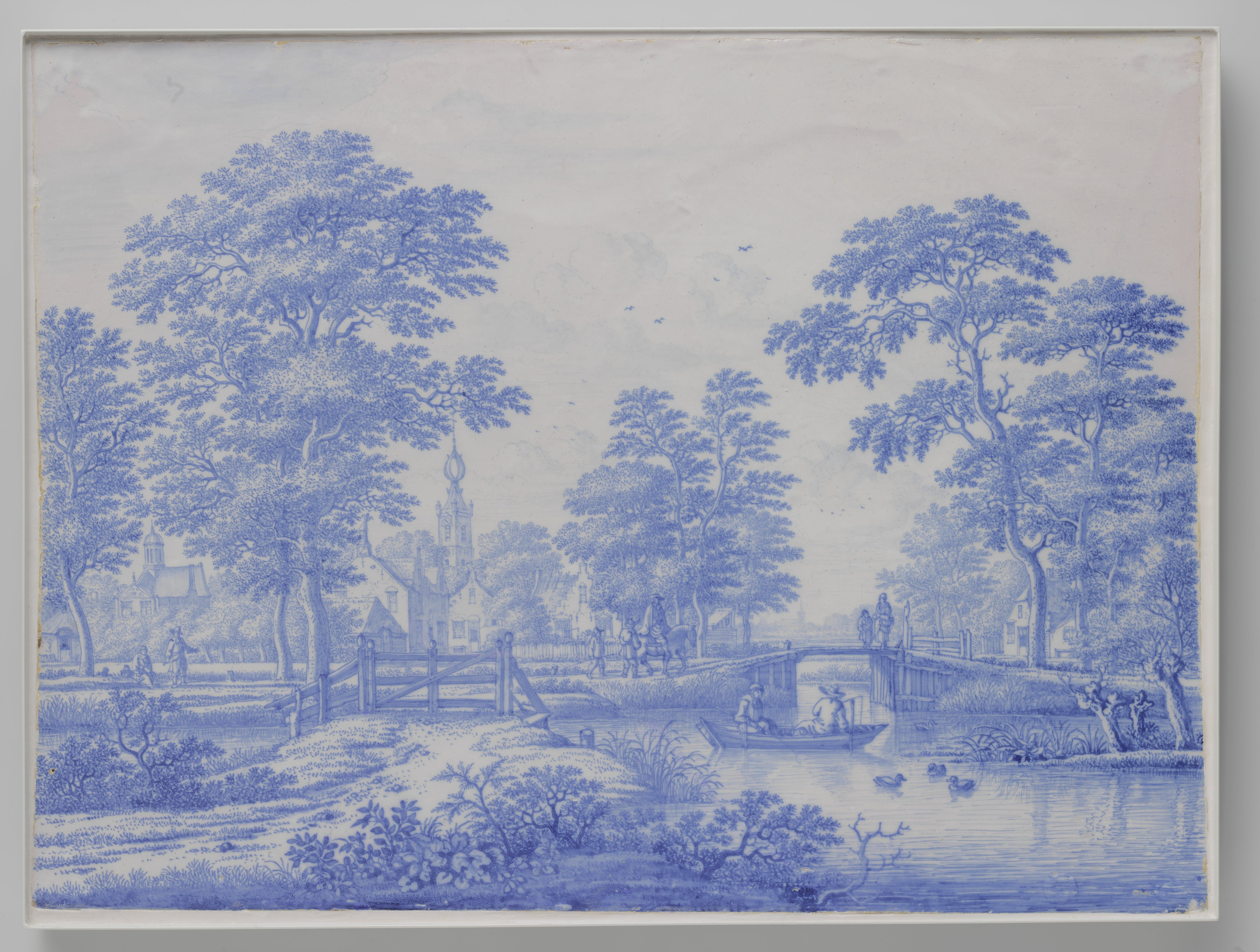
Plaat met een gezicht op Overschie. (Frederik van Frytom, 1670-1700)

Frederik van Frytom (ca. 1632 - Delft, juli 1702) was schilder, plateelschilder en tekenaar. 
Het is onbekend waar hij werd geboren. Hij werd geboren als Frederik Barents. Pas in 1657/8 veranderde hij zijn naam in Van Frytom. De oorsprong van de naam Van Frytom is onduidelijk, omdat deze niet voor komt in de Nederlandse taal. Hij trouwde in 1652 in Delft met Lijntge Stevens, spinster uit Pernis. Ze bewoonden In den vergulden Brack in de Molslaan, en kregen dertien kinderen. Het ging hem goed. Hij kocht enkele malen onroerend goed in Delft. Nadat zijn vrouw was overleden trouwde hij onder huwelijkse voorwaarden in 1690 opnieuw met Elisabeth Verschouw. 
Van 1652 tot 1702 zijn werken van hem bekend. Schilderijen, vaak landschappen, maakte hij meestal op paneel en soms op doek. Hij wordt al in 1653 ook vermeld als faienceschilder, toen hij nog maar ongeveer 20 jaar oud was. Hij specialiseerde zich voor de Delftse aardewerkindustrie in borddecoraties en tegelschilderijen. Hij vond originele decoratieve mogelijkheden zonder gebruik te maken van de gebruikelijke symbolen. Zijn werk wordt bewonderd om de nauwkeurigheid en het oog voor detail - van de zorgvuldige weergave van kleine details tot het subtiele intensiteitsverloop van donker naar licht, wat hij bewerkstelligde door een punttechniek in plaats van kwaststreken. Hij was de eerste die de punttechniek gebruikte.
Van Frytom was als aardewerkschilder niet gebonden aan het Sint-Lucasgilde. Hij kreeg bovendien toestemming van het gilde om zelfstandig te werken, in plaats van in dienst te treden bij een pottenbakkerij. Deze toestemming werd meestal alleen verleend aan ambachtslieden die gehandicapt waren, alleen in de beslotenheid van hun eigen atelier konden werken of over technische geheimen beschikten. Hij stond van 1679 tot 1691 wel vermeld in de inventarissen van de pottenbakkerij De Metaale Pot. Frederik heeft mogelijk betaald voor productiecapaciteit in de fabriek, vermoedelijk voor zijn eigen werken. Sommige stukken zijn gedateerd en gesigneerd, waardoor kunsthistorici zijn unieke stijl konden identificeren. 
Fijne schilderingen op aardewerk zijn een kunst apart, en het is duidelijk dat Van Frytom ervaring had als tekenaar en schilder. Zijn werk toont verschillende blauwtinten, met fijne contouren en duizenden minuscule puntjes. Hij vervaardigde naast de geschilderde decoratie ook het aardewerken voorwerp. Dat was ongebruikelijk voor de pottenbakkerijen, waar een object doorgaans door meerdere ambachtslieden werd vervaardigd en beschilderd. Van Frytom was echter een nauwgezet vakman, die zich ervan bewust was dat de kleinste imperfectie in de klei of in de verf het totaaleffect zou bederven.  
Uit een testament in 1701 bleek dat hij ziek was. Na zijn overlijden (1702) droegen 12 dragers hem naar zijn graf.
De schilderes Johanna van Frytom (1662-1740) was een dochter van hem.
- Biografisch Portaal: 73028888
- Gemeinsame Normdatei: 12893672X
- International Standard Name Identifier: 0000 0000 2065 9823
- KulturNav: 83817f4e-50e2-42c3-af4b-a9f1b829f214
- RKD-Nederlands Instituut voor Kunstgeschiedenis: 29534
- Union List of Artist Names: 500329532
- Virtual International Authority File: 305191504
- WorldCat: E39PCjM8rjVdtpwVfHCcYfrRfC